# Світловідбивач
Світловідбива́ч є катафотом, призначеним для пішоходів, бігунів, моторизованих і немоторизованих транспортних засобів.

## Загальні відомості
Світловідбивач схожий на світловідбиваючі смужки, які можна знайти на рятувальних жилетах й одязі шляхових робітників і рятувальників. Їх іноді помилково називають світловими значками або світловими тегами, але це невірно через те, що вони самі по собі не випромінюють світла, а лише відбивають його.
Світловідбивач робить видимим людину або транспортний засіб на дорозі так, як він відбиває світло від фар автомобілів. Світловідбивачі особливо корисні там, де немає ліхтарів.
На відміну від світловідбиваючих смуг, які жорстко закріплені на одязі, світловідбивач — це окремий пристрій, який можна прикріпити на будь-який предмет одягу за необхідності, часто з допомогою голки і нитки. Для автомобілів рефлектор зазвичай є фіксованою частиною. У велосипедах відбивачі, як правило, на колесах, педалях, під сидінням, на задній багажній полиці і в передній частині передньої вилки. У мотоциклах, автомобілях та інших транспортних засобах відбивачі вбудовані попереду і позаду (і з боків) поруч із фарами і стоп-сигналами.
У межах Європейського Союзу світловідбивачі для пішоходів повинні бути сертифіковані згідно зі стандартом безпеки CE EN 13356. Цей стандарт є спеціальним для «вільних, світловідбиваючих аксесуарів для особистого користування». Існують й інші стандарти для інших типів відбивачів, такі як рятувальні жилети і катафоти на велосипедах.
У Фінляндії, Естонії, Латвії та Литві пішоходи зобов'язані носити світловідбивачі під час ходьби у темряві.
Відбивач — це фінський винахід, винайдений фермером містером Арві Лехті з Перттелі, маленьке містечко в Західній Фінляндії. Винахідник не врахував безпеку пішоходів при створенні перших відбивачів: він просто хотів захистити свої кінні вози й екіпажі. Відбивачі були представлені фінам у 1960 році. Наразі можна знайти відбивачі всіх можливих форм і кольорів, дизайн та індустрія моди перетворили їх вигляд до мініатюрних гаджетів. Спеціальні відбивачі, що кріпляться до велосипедів та інших засобів, що приводяться у рух м'язами людини, є загальновживаними.

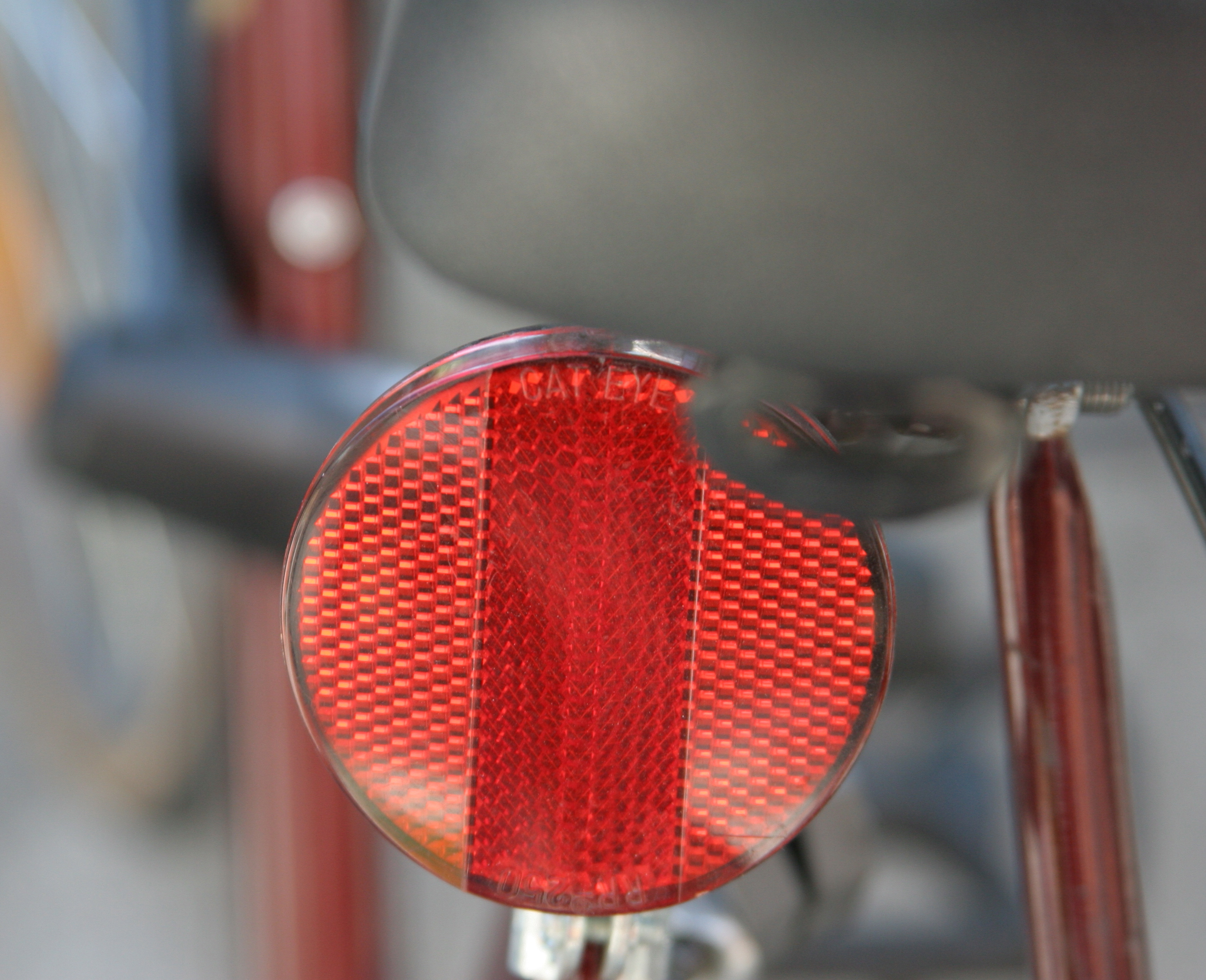
Велосипедний відбивач
Кутовий відбивач відбиває світло назад до джерела
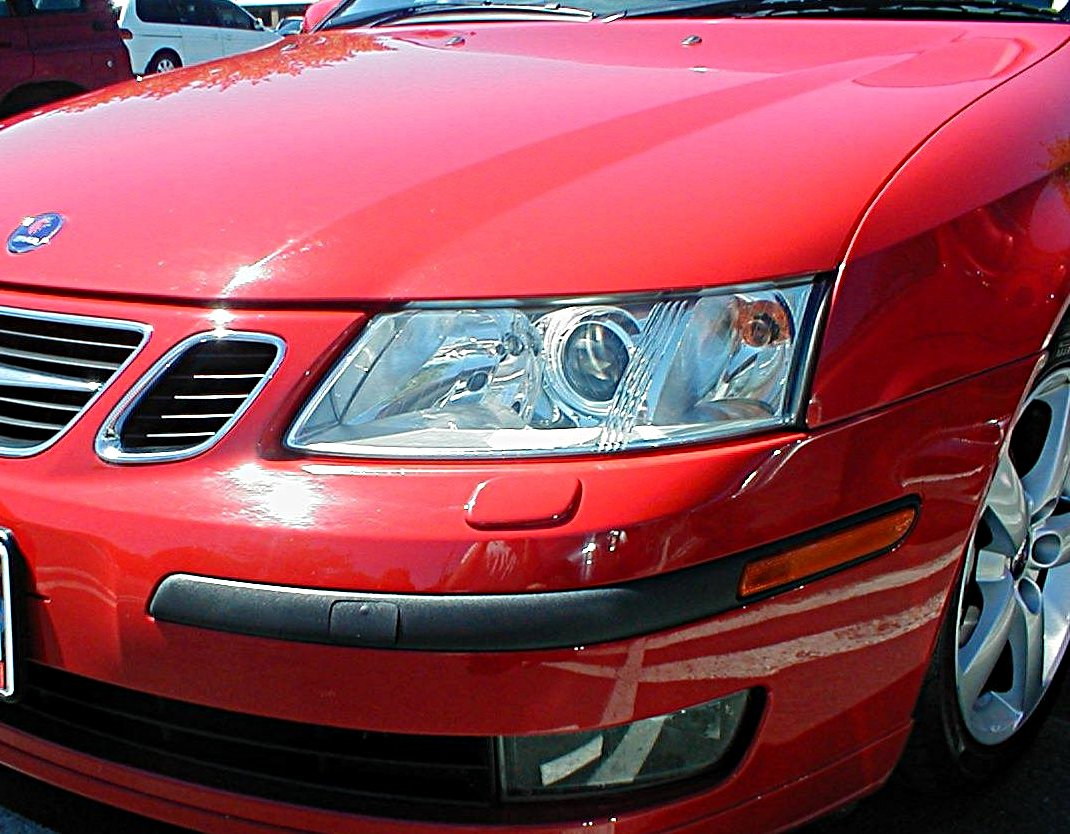
Автомобільний відбивач (у нижній частині бампера)
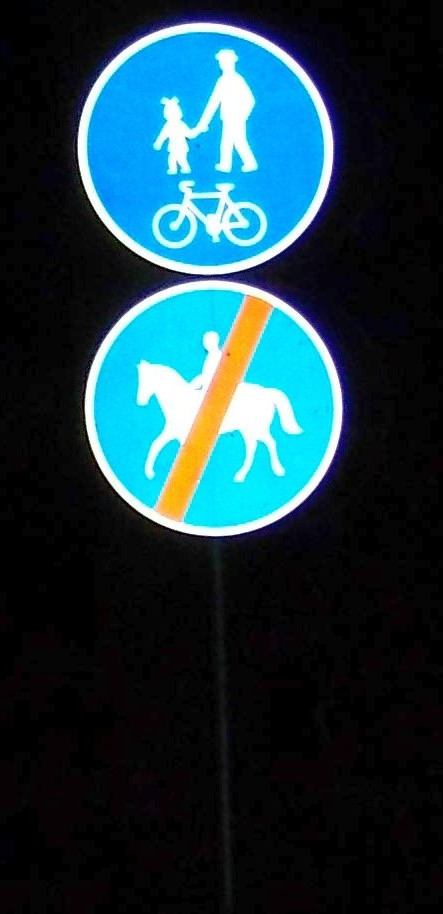
Світловідбивний дорожній знак вночі

## Велосипедний відбивач
Велосипедний відбивач або призмовий відбивач є загальним пристроєм безпеки попереду, позаду і на колесах велосипедів. Він використовує принцип світлоповернення, щоб попередити іншого учасника дорожнього руху про присутність велосипеда на дорозі.
Відбивач виготовляється зазвичай у вигляді формованої плитки з прозорого пластику. Зовнішня поверхня гладка, що дозволяє світлу, наприклад, автомобільних фар, увійти. Задня поверхня плитки має форму масиву мікропризм під кутом або кулястих намистин.
Світло, потрапивши в середину внутрішньої поверхні призми або намиста, під більшим кутом, ніж критичний кут, таким чином зазнає повного внутрішнього відбиття. Завдяки орієнтації інших внутрішніх поверхонь світло, внутрішньо відбиваючись, направляється назад у передню частину відбивача в напрямку звідки воно прийшло. Це попереджає людину, що неподалік від джерела світла, наприклад водія транспортного засобу, про присутність велосипедиста.